# بارتلت (ایلینوی)
بارتلت (به انگلیسی: Bartlett) یک روستا در ایالات متحده آمریکا است که در ایلینوی قرار دارد. بارتلت ۴۱٫۴۶ کیلومتر مربع مساحت و ۴۱٬۲۰۸ نفر جمعیت دارد.